# Dicranomyia pseudomorio
Dicranomyia pseudomorio är en tvåvingeart som beskrevs av Alexander 1920. Dicranomyia pseudomorio ingår i släktet Dicranomyia och familjen småharkrankar. Inga underarter finns listade i Catalogue of Life.